# Menemerus magnificus
Menemerus magnificus là một loài nhện trong họ Salticidae.
Loài này thuộc chi Menemerus. Menemerus magnificus được Wanda Wesołowska miêu tả năm 1999.